# Imielin (stacja metra)
Imielin – stacja linii M1 metra w Warszawie zlokalizowana przy skrzyżowaniu al. Komisji Edukacji Narodowej i ul. Indiry Gandhi.

## Opis stacji
Nazwa stacji została nadana uchwałą Rady Narodowej m.st. Warszawy 16 grudnia 1983. Jej budowa rozpoczęła się w 1984. 
Stacja jednokondygnacyjna, dwunawowa, z jednym rzędem słupów pośrodku peronu. Peron-wyspa ma szerokość 10 m i długość 120 m. Stacja jest utrzymana w kolorach żółto-pomarańczowo-zielonym. Na powierzchnię prowadzą schody oraz dwie pochylnie dla niepełnosprawnych koło al. KEN. Na terenie stacji znajdują się niewielkie punkty handlowe, bankomaty, toalety oraz Punkt Obsługi Pasażerów Zarządu Transportu Miejskiego.
Stacja przystosowana jest do pełnienia w razie konieczności funkcji schronu dla ludności cywilnej. Służą temu m.in. grube stalowe drzwi znajdujące się przy każdym wejściu na teren stacji.